# We All Need Love (singolo Double You)
We All Need Love è un singolo dei Double You del 1992 estratto dall'omonimo album. Si tratta di una cover eurodance di We All Need Love di Domenic Troiano che riuscì a raggiungere alti piazzamenti nelle classifiche di molti Paesi fra cui Austria, Francia, Germania, Italia, Spagna e Svizzera.

## Tracce

### Edizione italiana
1. We All Need Love (Extended Mix) – 5:55
2. We All Need Love (Radio Mix) – 3:35
3. You Are My World (Sunshine Mix) – 4:18
4. We All Need Love (Acappella) – 3:35

### Edizione francese
1. We All Need Love (Euroremix) – 7:29
2. We All Need Love (Instrumental) – 3:34
3. Please Don't Go (FBH Remix) – 3:54

### Edizione spagnola
1. We All Need Love (Euroremix) – 7:29
2. We All Need Love (Acappella) – 3:00
3. We All Need Love (USA Remix) – 6:53
4. We All Need Love (USA Radio Remix) – 3:44

### Edizione tedesca
1. We All Need Love (Euroremix) – 7:29
2. We All Need Love (Acappella) – 3:00
3. Please Don't Go (Hot Tracks Mix) – 6:20

### Classifiche
| Classifica (1993) | Posizione raggiunta |
| ----------------- | ------------------- |
| Belgio (Fiandre)  | 2                   |
| Italia            | 5                   |
| Spagna            | 6                   |
| Germania          | 6                   |
| Svizzera          | 7                   |
| Austria           | 8                   |
| Francia           | 10                  |
| Paesi Bassi       | 12                  |
| Svezia            | 33                  |